# John Palavi

a Compétitions nationales et continentales officielles uniquement.

John Palavi, né le 31 juillet 1992 à Auckland (Nouvelle-Zélande), est un joueur de rugby à XIII néo-zélandais d'origine tongienne évoluant au poste de troisième ligne ou de deuxième ligne. Grand espoir du rugby à XIII néo-zélandais, il fait ses débuts en National Rugby League avec les Warriors de New Zealand en 2014 mais ne parvient pas malgré quatre saisons disputées à y trouver une place de titulaire. Il décide en 2016 de rejoindre Limoux et le Championnat de France. Il remporte cette dernière avec son club contre Lézignan au cours d'une finale où il est élu homme du match.

## Palmarès
- Vainqueur du Championnat de France : 2017 (Limoux).